# 웨이워트

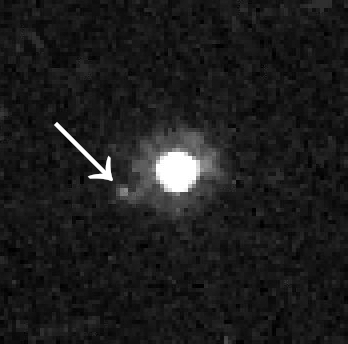
콰오아와 웨이워트

웨이워트(Weywot)는 50000 콰오아의 단 하나뿐인 위성이다. 지름은 74km이며, 2006년 2월 14일에 발견되었다.
웨이워트는 콰오아로부터 14,500km 떨어진 거리에서 공전을 하고 있다.
웨이워트라는 이름이 붙여지기 전엔 S/2006 (50000) 1였다.
약 12.5일만에 한 궤도를 돈다.